# Manuel Martínez Sospedra
Manuel Martínez Sospedra (barri de Russafa, València, 1947) és un jurista i polític valencià, que fou senador designat per les Corts Valencianes en la Tercera Legislatura.

## Biografia
Es llicencià en dret a la Universitat de València, on posteriorment es doctorà. Ha estat professor de dret constitucional a la Universitat de València i a la Universitat Cardenal Herrera CEU de València.
Políticament va militar de jove en el falangisme, i fou candidat a les eleccions generals espanyoles de 1977 dels Círculos José Antonio. En 1984-1985 va ser magistrat suplent de la Sala Contenciosa del Tribunal Superior de Justícia de la Comunitat Valenciana. A les eleccions a les Corts Valencianes de 1987 formà part de les llistes del Centro Democrático y Social. En 1988 fou designat senador en representació de les Corts Valencianes. Fou president de la Comissió Especial d'Enquesta i Investigació sobre els Problemes Derivats de l'Ús de l'Automòbil i de la Seguretat Viària.
Membre del Comitè Nacional del CDS des de 1991, va dimitir en 1993 per desacord amb l'estratègia electoral, i en 1994 es va donar de baixa del partit. Ha continuat la seva carrera docent com a professor de dret públic a la Universitat Cardenal Herrera de València i publicant articles d'opinió sobre dret constitucional al diari El País.

## Obres
- La constitución española de 1812: (el constitucionalismo liberal a principios del siglo XIX) (1978)
- Las Instituciones del gobierno constitucional: sistemas de gobierno y órganos constitucionales (1988)
- La inmunidad parlamentaria en derecho español (1996)